# Barkla Shop
Barkla Shop – wieś w Anglii, w Kornwalii. Leży 34 km na północny wschód od miasta Penzance i 379 km na zachód od Londynu.